# Olympische Jugend-Winterspiele 2016/Teilnehmer (Brasilien)
| Gelbes Symbol für Goldmedaillen mit stilisierten Olympischen Ringen | Graues Symbol für Silbermedaillen mit stilisierten Olympischen Ringen | Braundes Symbol für Bronzemedaillen mit stilisierten Olympischen Ringen |
| ------------------------------------------------------------------- | --------------------------------------------------------------------- | ----------------------------------------------------------------------- |
| —                                                                   | —                                                                     | —                                                                       |

Brasilien nahm an den Olympischen Jugend-Winterspielen 2016 in Lillehammer mit zehn Athleten in fünf Sportarten teil.

## Sportarten

### Bob
| Athleten         | Wettbewerb | Durchgang 1 | Durchgang 1 | Durchgang 2 | Durchgang 2 | Gesamt      | Gesamt |
| Athleten         | Wettbewerb | Zeit        | Rang        | Zeit        | Rang        | Zeit        | Rang   |
| ---------------- | ---------- | ----------- | ----------- | ----------- | ----------- | ----------- | ------ |
| Jungen           |            |             |             |             |             |             |        |
| Marley Linhares  | Monobob    | 57,86 s     | 8           | 58,00 s     | 7           | 1:55,86 min | 8      |
| Mädchen          |            |             |             |             |             |             |        |
| Jéssica Victória | Monobob    | 59,89 s     | 12          | 59,17 s     | 6           | 1:59,06 min | 9      |

### Curling
| Athleten                                                   | Wettbewerb | Gruppenrunde | Gruppenrunde | Viertelfinale      | Viertelfinale      | Halbfinale         | Halbfinale         | Finale             | Finale             | Finale             |
| Athleten                                                   | Wettbewerb | Siege        | Niederlagen  | Gegner             | Ergebnis           | Gegner             | Ergebnis           | Gegner             | Ergebnis           | Rang               |
| ---------------------------------------------------------- | ---------- | ------------ | ------------ | ------------------ | ------------------ | ------------------ | ------------------ | ------------------ | ------------------ | ------------------ |
| Gemischt                                                   |            |              |              |                    |                    |                    |                    |                    |                    |                    |
| Victor Santos Giovanna Barros Elian Rocha Raissa Rodrigues | Team       | 0            | 7            | nicht qualifiziert | nicht qualifiziert | nicht qualifiziert | nicht qualifiziert | nicht qualifiziert | nicht qualifiziert | nicht qualifiziert |

### Skeleton
| Athleten               | Durchgang 1 | Durchgang 1 | Durchgang 2 | Durchgang 2 | Gesamt      | Gesamt |
| Athleten               | Zeit        | Rang        | Zeit        | Rang        | Zeit        | Rang   |
| ---------------------- | ----------- | ----------- | ----------- | ----------- | ----------- | ------ |
| Jungen                 |             |             |             |             |             |        |
| Robert Barbosa Neves   | 57,47 s     | 19          | 57,79 s     | 20          | 1:55,26 min | 19     |
| Mädchen                |             |             |             |             |             |        |
| Laura Nascimento Amaro | 58,61 s     | 20          | 58,05 s     | 19          | 1:56,66 min | 20     |

### Ski Alpin
| Jungen        |              |                         |                         |                         |                         |                         |                         |
| Michel Macedo | Super-G      |                         |                         |                         |                         | 1:12,35 min             | 15                      |
| Michel Macedo | Riesenslalom | Wettkampf nicht beendet | Wettkampf nicht beendet | Wettkampf nicht beendet | Wettkampf nicht beendet | Wettkampf nicht beendet | Wettkampf nicht beendet |
| Michel Macedo | Slalom       | Wettkampf nicht beendet | Wettkampf nicht beendet | Wettkampf nicht beendet | Wettkampf nicht beendet | Wettkampf nicht beendet | Wettkampf nicht beendet |
| Michel Macedo | Kombination  | 1:13,36 min             | 17                      | Wettkampf nicht beendet | Wettkampf nicht beendet | Wettkampf nicht beendet | Wettkampf nicht beendet |

### Skilanglauf
| Athleten       | Wettbewerb       | Qualifikation | Qualifikation | Viertelfinale      | Viertelfinale      | Halbfinale         | Halbfinale         | Finale             | Finale             |
| Athleten       | Wettbewerb       | Zeit          | Rang          | Zeit               | Rang               | Zeit               | Rang               | Zeit               | Rang               |
| -------------- | ---------------- | ------------- | ------------- | ------------------ | ------------------ | ------------------ | ------------------ | ------------------ | ------------------ |
| Jungen         |                  |               |               |                    |                    |                    |                    |                    |                    |
| Altair Firmino | Cross            | 3:40,44 min   | 44            |                    |                    | nicht qualifiziert | nicht qualifiziert | nicht qualifiziert | nicht qualifiziert |
| Altair Firmino | Sprint klassisch | 3:48,45 min   | 48            | nicht qualifiziert | nicht qualifiziert | nicht qualifiziert | nicht qualifiziert | nicht qualifiziert | nicht qualifiziert |
| Altair Firmino | 10 km Freistil   |               |               |                    |                    |                    |                    | 29:54,7 min        | 47                 |